# Jazz FM Awards
Die Jazz FM Awards sind ein seit 2013 vom Internetsender Jazz FM verliehener britischer Jazzpreis.
Unterstützt von den beiden britischen Verwertungsgesellschaften PPL und PRS for Music als Hauptsponsoren, werden seit 2013 die Jazz FM Awards verliehen. Dabei werden neben dem Hauptpreis („UK Jazz Act of the Year“) und den Preisträgern in verschiedenen Genre- (Jazz, Blues, Soul), Alben- und Musiker-Kategorien auch mehrere Spezialpreise vergeben, der Preis für das Lebenswerk, der „Gold Award“ und der „Impact Award“.

## Preisträger (Auswahl)

### 2013
- Lebenswerk: Ahmad Jamal
- Gold Award: Ramsey Lewis
- UK Artist: Neil Cowley Trio
- International Artist: Kurt Elling
- Cutting Edge Jazz Award for Innovation: Robert Glasper
- Album: John Surman, „Saltash Bells“
- UK Instrumentalist: Nathaniel Facey[1]

### 2014
Nicht vergeben 

### 2015
- Lebenswerk: Hugh Masekela
- International Jazz Artist: Gregory Porter
- Album.: Dianne Reeves, „Beautiful Life“
- UK Jazz Act: GoGo Penguin
- Breakthrough Act: Bill Laurance
- Instrumentalist: Shabaka Hutchings
- Sänger: Zara MacFarlane
- Jazz Innovation: Jason Moran

### 2016
- Lebenswerk: Quincy Jones
- International Act: Kamadi Washington
- Jazz Innovation: Christian Scott
- Breakthrough Act: Binker & Moses
- Live Experience Award: The Langston Hughes Project at the Barbican mit Ice-T und Ron McCurdy[2]

### 2017
- Lebenswerk: Georgie Fame
- Instrumentalist: Nikki Yeoh
- UK Jazz Artist: Shabaka Hutchings
- Breakthrough Act: Yusef Kamaal
- International Artist: Donny McCaslin
- Impact Award: Damien Chazelle
- Sänger: Norma Winstone
- Jazz Innovation: Jaimeo Brown
- Album: The Rolling Stones – Blue & Lonesome [3]

### 2018
- Lebenswerk: Cleo Laine
- International Jazz Artist: Cécile McLaurin Salvant
- Instrumentalist: Evan Parker
- UK Jazz Act: Ezra Collective
- Breakthrough Act: Nubya Garcia
- Album: Thundercat – Drunk
- Jazz Innovation:  Shabaka Hutchings
- Sänger : Zara McFarlane[4]

### 2019
- Lebenswerk: Don Was/Blue Note Records
- Gold Award: Jacob Collier
- Instrumentalist: Jean Toussaint
- International Jazz Act: Makaya McCraven
- UK Jazz Act: Nubya Garcia
- Album: Sons of Kemet – Your Queen Is a Reptile
- Sänger: Cherise Adams-Burnett
- Innovation Award: Steam Down
- Breakthrough Act: Cassie Kinoshi[5]

### 2020
- Lebenswerk: Herbie Hancock
- Gold Award: Orphy Robinson
- Impact Award: Norah Jones
- International Jazz Act: Charles Lloyd
- UK Jazz Act: Yazz Ahmed[6]

### 2021
- Lebenswerk: Tony Bennett
- Gold Award: Courtney Pine
- Impact Award: Tommorow‘s Travellers
- International Jazz Act: Gary Bartz
- UK Jazz Act of the Year: Emma-Jean Thackray
- Album: Jon Batiste: WE ARE
- Sänger: Ego Ella May
- Breakthrough Act: Jas Kayser
- Innovation Awards: EFG London Jazz Festival[7]

### 2022
- Lebenswerk: Norma Winstone
- Gold Award: Marcus Miller
- Impact Award: Jools Holland
- International Jazz Act: Lady Blackbird
- Soul Act of the Year: Mica Millar
- Blues Act of the Year: Christone ‘Kingfish’ Ingram
- Vocalist of the Year: Georgia Cécile
- Instrumentalist of the Year: Fergus McCreadie
- Digital Award: Summer of Soul
- Innovatioan Award:  Blue Lab Beats
- UK Jazz Act of the Year: Georgia Cécile
- Album of the Year: Emma-Jean Thackray – Yellow

### 2023/24
nicht vergeben

### 2025
- Lebenswerk: Billy Cobham
- Gold Award: Melody Gardot
- Impact Award: Jamie Cullum
- Breakthrough Act of the Year: Ni Maxine
- International Jazz Act: Lakecia Benjamin
- Soul Act of the Year: Jalen Ngonda
- Blues Act of the Year: Shemekia Copeland
- Vocalist of the Year: Alice Zawadzki
- Instrumentalist of the Year: Mark Kavuma
- Colaboration Award: Women in Jazz
- Innovatioan Award: corto.alto
- UK Jazz Act of the Year: corto.alto
- Album of the Year: Ezra Collective – Dance, No One’s Watching